# Jacques Maquet
Pour les articles homonymes, voir Maquet (homonymie).
Jacques Jérôme Pierre Maquet (4 août 1919 à Bruxelles en Belgique ; 18 janvier 2013 à Los Angeles, Californie) est un ethnologue et anthropologue belge africaniste, spécialiste du Rwanda. 

## Biographie
Jacques Maquet étudie le droit et la philosophie à Louvain (Belgique) et Londres, où il soutient sa thèse sur la sociologie de la connaissance en 1952. 
Il part ensuite faire des recherches ethnologiques de terrain et enseigner la sociologie en Afrique, dans la région des Grands Lacs ainsi qu’en Afrique centrale et ce avant l’époque de la décolonisation. 
Après son retour d'Afrique, il reprend ses recherches et conférences sur la sociologie en Europe, à Harvard en Angleterre, Bruxelles et à Paris à l'École des hautes études en sciences sociales et au Musée de l'Homme. 
En 1971, Maquet part enseigner en Californie à Los Angeles (UCLA), où il est directeur du département d’anthropologie de l’université. Il y passera le restant de sa vie.

## Œuvre
Jacques Maquet est reconnu comme étant une des grandes références en ethnologie africaniste. Il est notamment l’auteur du Dictionnaire des civilisations africaines avec Georges Balandier (1968). Il s’est en outre attaché à « dépasser la saisie intuitive de l’africanité, et, dans une perspective analytique, tracer les lignes d’un devenir »,, dans le contexte des nouvelles nations africaines indépendantes alors en pleine émergence, s’accompagnant de tous les débats politico-culturels associés. 
Par ailleurs, tout au long de sa carrière, Maquet s’est distingué dans l’univers ethnologique par une attention constante et appuyée sur les dimensions artistiques, thèse présentée dans son ultime ouvrage sur la question : L'Anthropologue et l'Esthétique : un anthropologue observe les arts visuels (1986).

## Sociologie de la connaissance. Sa structure et ses rapports avec la philosophie de la connaissance; Étude critique des systèmes deKarl Mannheimet dePitirim A. Sorotkin(Collection de l'institut de recherches économiques et sociales de l'université de Louvain). Nauwelaerts, Löwen 1949 (avec une préface du cinéaste Filmer Stuart Northrop
- Le Système des relations sociales dans le Rwanda ancien (Annales du Musée royal du Congo Belge). Sciences de l'Homme. Ethnologie; Bd. 1). Tervuren 1954.
- " Les civilisations noires (histoire / techniques / arts / sociétés) ", Marabout Université, 1966, Paris.